# Jindřich Kamenický
Jindřich Kamenický (17. listopadu 1879 Obořiště – 27. března 1959 Příchovice) byl český a československý státní úředník a politik, koncem první republiky krátce ministr železnic, za Protektorátu ve 40. letech ministr dopravy.

## Biografie
Od listopadu 1918 byl úředníkem československého ministerstva železnic, v letech 1925–1938 na pozici sekčního šéfa. V roce 1919 byl zvolen předsedou Českého svazu fotbalového. V této době byl též místopředsedou oddílu SK Slavia Praha. Roku 1938 byl přednostou odboru ministerstva železnic. Od 22. září 1938 zastával post ministra železnic v první vládě Jana Syrového, kde setrval pouhých 12 dní do 4. října 1938. Do vládních funkcí se vrátil ještě za Protektorátu, kdy se v dubnu 1941 stal protektorátním ministrem dopravy ve vládě Aloise Eliáše, vládě Jaroslava Krejčího a vládě Richarda Bienerta (od roku 1942 oficiálně ministr dopravy a techniky). Portfej si udržel až do zániku Protektorátu v květnu 1945.
Po válce ho Národní soud roku 1946 odsoudil na pět let do těžkého žaláře. Žalobce původně pro něj navrhoval 20 let vězení. Trest si odpykal a dožil na penzi u rodiny.